# Coupe de Pologne féminine de football 2017-2018
Navigation
Coupe de Pologne 2016-2017 Coupe de Pologne 2018-2019
La Coupe de Pologne de football féminin 2017-2018 (Puchar Polski Kobiet w piłce nożnej 2017-2018 en polonais) est la 34e édition de la Coupe de Pologne. 

## Compétition
Une phase d'élimination entre 14 clubs de L1 et les 4 plus faibles de l'Ekstraklasa se déroule au préalable (du 11 octobre au 18 octobre). 
Les 8 meilleures équipes de l'Ekstraklasa (E) commencent en 8e de finales.

### Huitièmes de finale
| Club (division)                  | Score  | Club (division)        | Date             |
| -------------------------------- | ------ | ---------------------- | ---------------- |
| Helios Białystok (L1)            | 0 - 17 | Górnik Łęczna (E)      | 29 novembre 2017 |
| ZTKKF Stilon Gorzów (L1)         | 0 - 5  | Olimpia Szczecin (E)   | 29 novembre 2017 |
| KKP Stomil Olsztyn (L1)          | 0 - 3  | UKS SMS Łódź (E)       | 25 novembre 2017 |
| Lechia Gdańsk (L1)               | 1 - 11 | Medyk Konin (E)        | 29 novembre 2017 |
| AZS PSW Biała Podlaska (E)       | 0 - 2  | AZS UJ Kraków (E)      | 15 novembre 2017 |
| Tarnovia Tarnów (L1)             | 0 - 2  | Czarni Sosnowiec (E)   | 19 novembre 2017 |
| Akademia Orlik Jelenia Góra (L1) | 1 - 7  | AZS PWSZ Wałbrzych (E) | 22 novembre 2017 |
| GKS Katowice (L1)                | 0 - 4  | AZS Wrocław (E)        | 29 novembre 2017 |

### Quarts de finale
| Club (division)        | Score | Club (division)   | Date            |
| ---------------------- | ----- | ----------------- | --------------- |
| Czarni Sosnowiec (E)   | 1 - 0 | Medyk Konin (E)   | 24 février 2018 |
| Olimpia Szczecin (E)   | 1 - 0 | UKS SMS Łódź (E)  | 24 février 2018 |
| Górnik Łęczna (E)      | 6 - 0 | AZS Wrocław (E)   | 24 février 2018 |
| AZS PWSZ Wałbrzych (E) | 2 - 1 | AZS UJ Kraków (E) | 24 février 2018 |

### Demi-finales
| Club (division)      | Score | Club (division)        | Date          |
| -------------------- | ----- | ---------------------- | ------------- |
| Czarni Sosnowiec (E) | 1 - 0 | Olimpia Szczecin (E)   | 28 avril 2018 |
| Górnik Łęczna (E)    | 6 - 0 | AZS PWSZ Wałbrzych (E) | 28 avril 2018 |

### Finale
| Club (division)   | Score | Club (division)      | Date        |
| ----------------- | ----- | -------------------- | ----------- |
| Górnik Łęczna (E) | 3 - 1 | Czarni Sosnowiec (E) | 31 mai 2018 |

## Meilleures buteuses
- 10 buts : Dżesika Jaszek (Górnik Łęczna)
- 6 buts : Ewelina Kamczyk ((Górnik Łęczna)
- 5 buts :  Agata Guściora (Górnik Łęczna)